# Мужская сборная Бермудских Островов по хоккею на траве
Мужская сборная Бермуд по хоккею на траве — мужская сборная по хоккею на траве, представляющая Бермуды на международной арене. Управляющим органом сборной выступает Федерация хоккея на траве Бермуд (англ. Bermuda Hockey Federation).

## Результаты выступлений

### Панамериканские игры
- 1967 — 7-е место
- 1971—1983 — не участвовали
- 1987 — 8-е место
- 1991—2015 — не участвовали

### Игры Центральной Америки и Карибского бассейна
- 1982 — не участвовали
- 1986 — 5-е место
- 1990 — 6-е место
- 1993 — 8-е место[1]
- 1998—2014 — не участвовали